# The Revolution Will Not Be Televised
Pour le documentaire, voir Chavez, le film.
The Revolution Will Not Be Televised (« La Révolution ne sera pas télévisée ») est un poème de Gil Scott-Heron ensuite mis en musique par son auteur. Le morceau comme l'auteur sont devenus une référence en matière d'art vocal et de conscience politique.
Le poème est une « polémique agressive contre les médias de masse et contre l'ignorance par l'Amérique blanche de la dégradation progressive des conditions de vie dans les cités ». 
Le style vocal proto-rap de Gil Scott-Heron a influencé toute une génération[Laquelle ?] d'artistes. C'est pourquoi il est considéré comme le précurseur du phrasé qui deviendra la caractéristique du hip hop puis du rap.
Musicalement, Gil Scott-Heron a créé la formule que le hip-hop et le rap suivront : des arrangements de jazz moderne très dépouillés avec une mélodie très courte et très répétitive donnée par une guitare basse sur des rythmes martelés par une batterie. 

## Histoire
Le morceau apparaît pour la première fois sur l'album de 1970 Small Talk at 125th and Lenox ; Scott-Heron y récite le poème, accompagné de congas et de bongos. Il semblerait que les percussions jouées soient plutôt des tambours "Bata", de Cuba, de tradition africaine (Nigeria)[réf. nécessaire].
Une nouvelle version plus mélodique est enregistrée cette fois avec un fond musical (guitare basse, batterie et flûte). Elle paraît sur l'album Pieces of a Man (1971) et sur le double single "Home Is Where The Hatred Is" / "The Revolution Will Not Be Televised." C'est celle qui deviendra populaire.
Les disques mentionnés ci-dessus sont tous sortis sur le label discographique Flying Dutchman Productions. Le morceau donne également son nom à la compilation de Scott-Heron, sortie en 1998 chez RCA.
La chanson fait partie de la bande originale du film Hurricane Carter de 1999, qui traite du combat du boxeur Rubin Carter pour recouvrer sa liberté après la condamnation partiale à la prison à perpétuité dont il fut l'objet.

## Reprises et allusions
La chanson a fait l'objet de nombreuses reprises, parodies ou  échantillonnages :
- L'actrice et poétesse américaine Sarah Jones y a explicitement fait allusion dans le morceau Your Revolution, sur un instrumental de DJ Vadim dans l'album Life from the Other Side (1999).
- Dans les années 1990, les paroles de la chanson ont été reprises par le groupe de hip-hop industriel The Disposable Heroes of Hiphoprisy ;
- La chanson a également été reprise par The Last Poets ;
- Le rappeur Aesop Rock a parodié le thème de la chanson dans sa chanson "Coma" sur l'album Labor Days, "If the revolution ain't gon' be televised, then, fuck, I'll probably miss it." ("Si la révolution n'est pas télévisée, et bien, merde, je vais sûrement la louper"). Il lui rend cependant hommage dans sa chanson "We're Famous" sur Bazooka Tooth ;
- Le groupe de funk britannique Jamiroquai y fait allusion en clamant "the revolution will be televised" ("la révolution sera télévisée") dans la chanson "The Kids" sur l'album The Return of the Space Cowboy, le chanteur Jay Kay ajoutant "Yes, it will, Gil" ("Oui, elle le sera, Gil") ;
- Dans sa chanson "Invasion Hit Parade" from his 1991" de l'album Mighty Like a Rose, Elvis Costello dit "Incidentally the revolution will be televised/ With one head for business and another for good looks/ Until they started arriving with their rubber aprons and their butcher's hooks"[8] ;
- C'est la phrase "The revolution will not be televised" qui ouvre l'album It Takes a Nation of Millions to Hold Us Back de Public Enemy (1988) ;
- En 2000 et en France, la chanson est à la base du morceau “P.H. Theme” du groupe Peuple de L'Herbe (Triple Zéro)
- Le rappeur Common dit dans l'intro de son single de 2000 "The 6th Sense" "The revolution will not be televised; the revolution is here." ("La révolution ne sera pas télévisée, la révolution est ici") ;
- L'artiste Prince y fait largement référence dans son single de 1998 "The War" (notamment "evolution will be colorized", "l'évolution sera colorisée") ;
- Le groupe Pulp, dans le titre final de son album This is Hardcore, "The Day After The Revolution", suggère que "la révolution était télévisée /maintenant c'est fini, bye bye" ("The revolution was televised / Now it's over, bye bye") ;
- Dana Bryant, sur la compilation Giant Steps Volume One, propose une version actualisée de la chanson, en remplaçant certaines références originelles de Scott-Heron par MC Hammer et "Just Do It" (célèbre slogan de Nike) ;
- Le groupe de rock/hip-hop mexicain Molotov a sorti une version espagnole intitulée "La Revolución" ;
- Le dessinateur Stephan Pastis a parodié le titre du poème dans une série de bandes-dessinées intitulée "The Ratvolution Will Not Be Televised" ;
- The Revolution Will Not Be Televised est l'un des titres du documentaire de 2004 Chavez, le film ;
- Le groupe californien de punk-rock NOFX y fait allusion dans sa chanson "The Marxist Brothers" (dans le maxi Never Trust a Hippie et l'album Wolves in Wolves' Clothing), en disant "The people's revolution is going to be a podcast" ("la révolution du peuple sera un podcast") ;
- La chanson "Beautiful" de Damian Marley et Bobby Brown inclut la phrase "the revolution will be televised, feel me" ;
- Au début des années 1990, le musicien de hip-hop KRS-One a utilisé à diverses reprises les paroles de la chanson dans une publicité pour Nike ;
- La chanson de Wu-Tang Clan "Wu-revolution", sur l'album Wu-Tang Forever dit "The revolution will be televised (...) Yeah, the revolution should be, televised" ;
- En 2005, le groupe français Expérience fait une reprise "La révolution ne sera pas télévisée", librement traduite et actualisée, dans son album Positive Karaoke with a Gun / Negative Karaoke with a Smile[9] ;
- La chanson de Kyprios (du collectif de hip-hop canadien Sweatshop Union) The song "Ignorance Is Beautiful" commence en disant "The Revolution Will Not Be Televised, and the television will not be revolutionized..." ("la révolution ne sera pas télévisée, et la télévision ne sera pas révolutionnée").
- Gorillaz à travers le rappeur Snoop Dogg y fait allusion dans la chanson "Welcome to The World Of The Plastic Beach" : "The revolution will be televised/and the pollution of the ocean/now with devotion/push peace and keep it in motion"
- Le morceau Libera Me From Hell tiré de l'anime Gurren Lagann fait référence à ce poème également.
- Dans Lève-toi de 1995, Alpha Wann répète (en français) : Hé ho Ducon, la révolution s'ra télévisée
- Dans la chanson de Disiz "Le poids d'un gravillon", un des vers est "La révolution ne s'ra pas télévisée".
- En 2014, le groupe toulousain Scarecrow (mélangeant hip hop et blues) reprend "Quoi qu'il en soit la télévision ne s'ra pas télévisée" dans le morceau "Lonely hope blues".
- Des extraits du poème sont utilisés dans le générique de la 6e saison de Homeland.
- La chanson sert de base à la bande-annonce du film Black Panther (2018).
- Dans le titre “Sirens“, sur son album TA13OO (2018), le rappeur américain Denzel Curry reprend la chanson avec “Put me on the news, only criticize/Revolution will never be televised“[10]. Il reprenait déjà la même expression dans le titre "Zenith" (2016) en featuring avec le rappeur Joey Bada$$, "On the TV screen, before my very eyes, I know that revolution will never be televised"[11]
- Dans le titre “Spleen“, sur son album Imany (2018), le rappeur français Dinos traduit librement la chanson avec “J'veux tout l'quartier à l'Élysée/La Révolution n'sera pas télévisée“[12]
- Le début de la chanson Caterpillar par Royce da 5'9" est composé des premiers vers du poème.
- Une chanson de l'album Loud Hailer (2016) de Jeff Beck s'appelle : "The Revolution Will Be Televised"
- le rappeur Shurik'n dans son album "Où je vis" et son morceau "Esprit anesthesié" reprend la phrase (la révolution sera pas télévisée, on y passe des sitcoms de chez AB, esprit anesthesié.)